# 網野駅
網野駅（あみのえき）は、京都府京丹後市網野町にある、WILLER TRAINS（京都丹後鉄道）宮津線の駅である。駅番号はT20。「宮豊線」の愛称区間に含まれている。京都府最北端かつ近畿地方最北端の駅である。
2014年（平成26年）に京丹後市の「駅の愛称選定委員会」で公募を経て決定した愛称は「静御前と乙姫の里駅」。

## 歴史

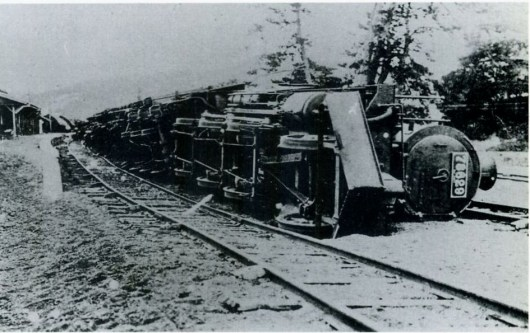
1927年の北丹後地震により網野駅構内で横転した国鉄8620形蒸気機関車牽引の列車

- 1926年（昭和元年）12月25日：国有鉄道が峰山駅から当駅まで開業した時に、その終着として設置[1]。
- 1927年（昭和2年）3月7日：北丹後地震により駅構内で列車が転覆。乗客は降車後で負傷者は無し[3]。
- 1931年（昭和6年）5月25日：国有鉄道が丹後木津駅（現在の夕日ヶ浦木津温泉駅）まで延伸。途中駅となる[1]。
- 1980年（昭和55年）7月1日：貨物の取り扱いを廃止[4]。
- 1984年（昭和59年）2月1日：荷物扱い廃止[4]。
- 1987年（昭和62年）4月1日：国鉄分割民営化により、西日本旅客鉄道（JR西日本）の駅となる[1][4]。
- 1990年（平成2年）4月1日：北近畿タンゴ鉄道への宮津線移管により、同鉄道の駅となる[1]。
- 2015年（平成27年）4月1日：WILLER TRAINSへの移管により、京都丹後鉄道宮豊線の駅となる。

## 駅構造
単式・島式の複合型2面3線のホームを持ち、列車交換が可能な地上駅である。駅舎は、海に浮かぶヨットがモチーフであり、単式の3番のりば側にある。島式の1・2番のりばへは跨線橋で連絡している。
丹鉄線内に15駅ある有人駅の一つであるが、出改札業務は京丹後市に委託されており、早朝と夜間は無人となる。かつては自動券売機が設置されていたが、撤去されている。
窓口では硬券の入場券・乗車券（丹鉄線内・JR線直通）・自由席特急券（京都からの乗継割引含む）を購入することが可能。窓口に常備されていないきっぷ類は補充券を発行する。
かつては待合室にキヨスクが設置されていたが2011年4月29日をもって閉店し、売店施設とも撤去された。2013年10月1日に「京丹後市観光情報センター」が開設された。同時に京丹後市観光協会（現・京丹後市観光公社）事務局も丹後地域地場産業振興センター（アミティ丹後）から駅舎内に移転した（後に再び丹後地域地場産業振興センター（アミティ丹後）内に移転）。
京丹後市観光情報センターではレンタサイクルの営業も行っている

### のりば
| のりば | 路線    | 方向 | 行先             | 備考                |
| ------ | ------- | ---- | ---------------- | ------------------- |
| 1・2   | ■宮豊線 | 下り | 久美浜・豊岡方面 |                     |
| 3      | ■宮豊線 | 上り | 天橋立・宮津方面 | 当駅始発は1番のりば |

※上記の路線名は旅客案内上の名称（愛称）で記載している。
付記事項
- かつては駅舎側のホーム（上りホーム）が1番のりばと扱われていたが、運転取扱上は、1番のりばが「3番線」、2番のりばが「2番線」、3番のりばが「1番線」となっていた。WILLER TRAINSへの移管以降に運転取扱上の番線番号に合わせてのりば番号を振り直したため、のりば番号も駅舎側から3・2・1番の順となった。
- 3番のりばが上り本線、2番のりばが下り本線である。上下副本線である1番のりばは主に西舞鶴・福知山方面からの折り返しに使用され、特急たんごリレー号および快速列車などが使用する。なお、1日3本設定されている当駅止まりの普通列車のうち朝の1本は後続となる特急列車と接続を取り、列車番号を変更したうえで引き続き豊岡まで運転されるため、2番のりばを使用する。
- 当駅は第2回近畿の駅百選に選定された駅である。

## 利用状況
海水浴場が多いこともあって、夏場の賑わいが際立つ。冬場もカニを食べに来る人で賑わう。当駅を通るすべての特急が停車する。
1日の平均乗車人員は以下の通りである。
| 乗車人員推移 | 乗車人員推移 |
| 年度         | 1日平均人数  |
| ------------ | ------------ |
| 1999         | 301          |
| 2000         | 318          |
| 2001         | 307          |
| 2002         | 414          |
| 2003         | 386          |
| 2004         | 408          |
| 2005         | 381          |
| 2006         | 357          |
| 2007         | 290          |
| 2008         | 259          |
| 2009         | 256          |
| 2010         | 288          |
| 2011         | 258          |
| 2012         | 269          |
| 2013         | 271          |
| 2014         | 244          |
| 2015         | 260          |
| 2016         | 216          |
| 2017         | 211          |
| 2018         | 200          |
| 2019         | 186          |

## 駅周辺
駅付近は田園が広がり、民家が点在する。近隣には自動車教習所があり、駅から少し東へ離れた所を福田川が流れる。なお、網野の中心市街地（京丹後市役所網野庁舎や京都府立網野高等学校など）は北へ約1.5キロ離れた所にある。そのまま北へ抜けると浅茂川・八丁浜・小浜の各海水浴場に至る。
- 網野自動車教習所
- 京丹後市立網野南小学校
- 網野こども園
- 郷村断層 - 駅南側に樋口・生野内・小池の3ヵ所がある。
- 福田川
- 京丹後市網野庁舎
- 丹後地域地場産業センター「アミティ丹後」
- 網野体育センター
- 京丹後市消防本部峰山消防署網野分署
- 網野郵便局
- 京都銀行網野支店
- 京丹後市立網野北小学校
- 丹後ちりめん織元たゆう
- 網野神社
- ジュンテンドー網野店
- コメリハードアンドグリーン網野店
- ゴダイドラッグ網野店
- 琴引浜
- 浅茂川漁港
- 浅茂川海水浴場
- 八丁浜海水浴場
- 小浜海水浴場
- 道の駅丹後王国「食のみやこ」
- 浅茂川温泉静の里
- 琴引浜鳴き砂文化館
- 日本中央標準時子午線最北端の塔 - 明石市立天文科学館は南へ約116キロ。
- 国道178号
- 京都府道17号網野峰山線
- 京都府道673号浅茂川下岡線

かつては近隣に日本交通網野営業所があったが、2013年7月20日をもって閉鎖した。

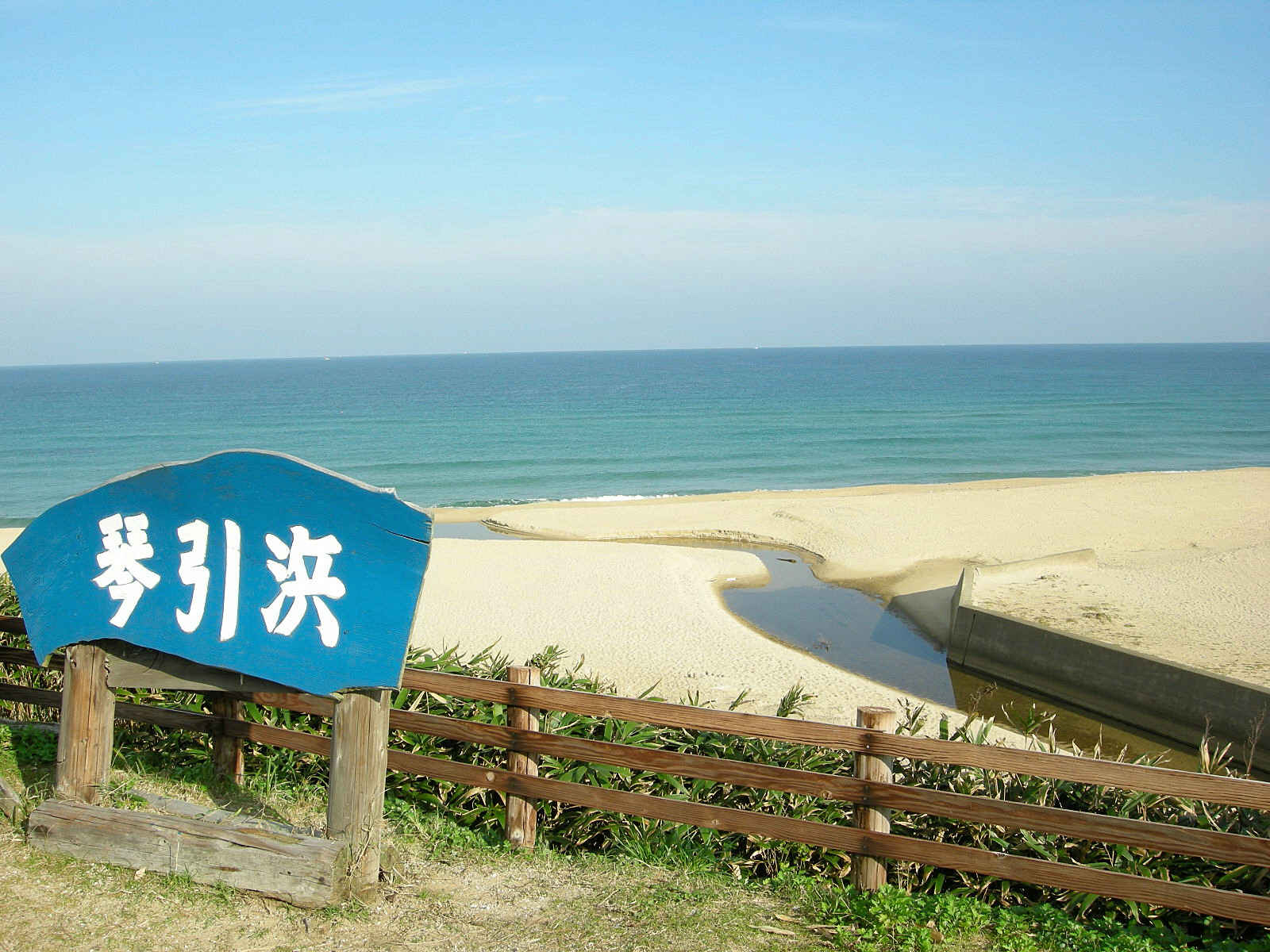
琴引浜
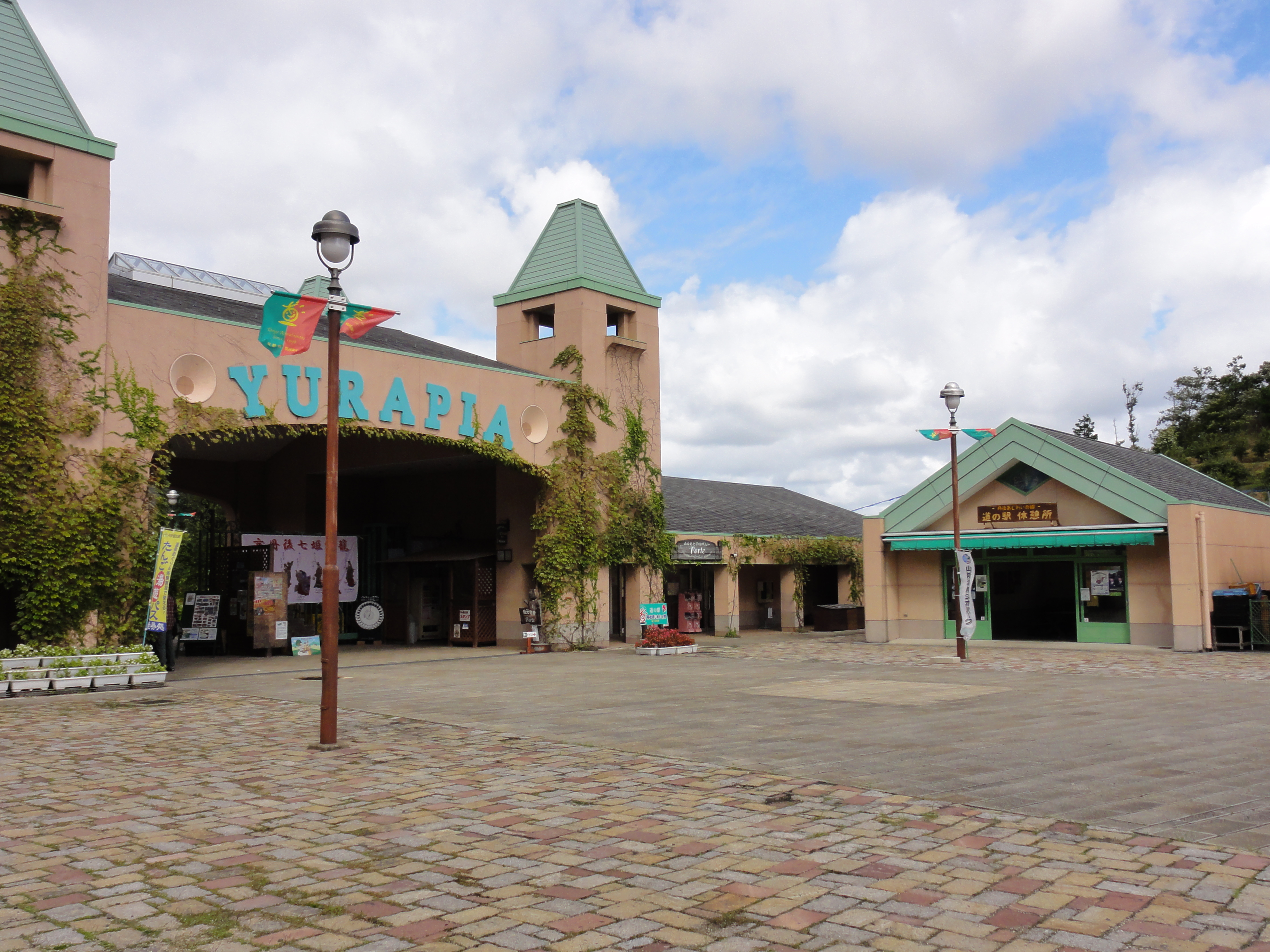
道の駅丹後王国「食のみやこ」（「道の駅丹後あじわいの郷」時代）

## バス路線
駅前ロータリーに丹後海陸交通「網野駅」停留所があり、峰山・間人（たいざ）方面へ向かう路線が発着する。当停留所は高速バス（京都線、運行区間：京都駅 - 間人）も乗り入れる。

## 隣の駅
WILLER TRAINS（京都丹後鉄道）
■宮豊線（宮津線）
- 特急「はしだて」「たんごリレー」停車駅

快速（「丹後路」含む）・普通
峰山駅 (T19) - 網野駅 (T20) - 夕日ヶ浦木津温泉駅 (T21)